# Recht van Nederland
Recht van Nederland is een Nederlands televisieprogramma, geproduceerd door het bedrijf Flare Media te Amsterdam.  Het reportageprogramma is bedacht door Pieter Storms. Het wordt gepresenteerd van achter een nieuwsdesk en doet verslag van actuele rechtszaken. SBS6 zond het programma van november 2012 tot en met juni 2013 uit.
Recht van Nederland begon op 25 november 2012 en werd iedere zondagavond uitgezonden na Hart van Nederland. Vanwege de goede kijkcijfers besloot SBS6 een dagelijkse versie van het programma te maken. Vanaf 25 maart 2013 iedere werkdag van 19:30 tot 20:00 uur. Aansluitend aan de vroege editie van Hart van Nederland en ter vervanging van de vroege editie van Shownieuws, dat als 5-minuten-update verderging. Na 3 weken, op 12 april 2013, werd de dagelijkse editie van Recht van Nederland gestopt vanwege tegenvallende kijkcijfers. SBS6 besloot direct de wekelijkse versie op zondagavond terug te laten keren. Deze scoorde wederom goed.
Presentatoren
- Maureen du Toit (2012-2013)
- Daan Nieber (2012-2013)
- Hidde van Warmerdam (2013)